# Salperwick
Salperwick é uma comuna francesa na região administrativa de Altos da França, no departamento de Pas-de-Calais. Estende-se por uma área de 4 km². Em 2010 a comuna tinha 510 habitantes (densidade: 127,5 hab./km²).